# کوه ساوک
کوه ساوک (به انگلیسی: Sauk Mountain) یک کوه در ایالات متحده آمریکا است که در واشینگتن واقع شده‌است. کوه ساوک ۱٬۶۸۸٫۹۲ متر بالاتر از سطح دریا واقع شده‌است.